# Federación Nacional de Mujeres Campesinas, Artesanas, Indígenas, Nativas y Asalariadas del Perú
La Federación Nacional de Mujeres Campesinas, Artesanas, Indígenas, Nativas y Asalariadas del Perú (FENMUCARINAP) es una entidad sin ánimo de lucro peruana fundada en el año 2006 que reúne a aproximadamente 126 mil mujeres distribuidas en 22 de las 25 regiones del país. Surge como resultado de la iniciativa promovida por un conjunto mayoritariamente compuesto por líderesas de diversas organizaciones sociales mixtas. Su propósito principal es coordinar, representar, fortalecer y proporcionar respaldo legal a las mujeres que residen en las zonas rurales de todas las regiones del Perú.
Además, la FENMUCARINAP forma parte de la Comisión Multisectorial de Naturaleza Permanente dependiente del Ministerio de Cultura, que fue establecida mediante Decreto Supremo n.º 005-2021-MC. Dentro de esta comisión, la federación asume la coordinación del grupo técnico de trabajo especializado en educación intercultural.

## Historia
La FENMUCARINAP se fundó el 18 de agosto de 2006 a la medianoche, cuando exdirigentas de la Confederación Campesina del Perú (CCP) se unieron en el Encuentro Nacional de Mujeres "Fortaleciendo el Sindicalismo de Clase", evento organizado por la sección de mujeres de la Confederación General de Trabajadores del Perú (CGTP). En esta reunión, ocho mujeres representantes de distintos departamentos y con diversas identidades culturales se unieron para formar la FENMUCARINAP.
Las primeras representantes de la FENMUCARINAP procedían de diversas regiones, como Cajamarca, San Martín, Arequipa, Junín, La Libertad, Lima, Huánuco, Ayacucho y Piura. Estas mujeres tenían afiliación a organizaciones mixtas como la Confederación Campesina del Perú (CCP), la Confederación General de Trabajadores del Perú (CGTP) y la Confederación Nacional Agraria (CNA). En sus primeros años, la FEMUCARINAP recibió respaldo del Centro de la Mujer Peruana Flora Tristán y otras organizaciones feministas como DEMUS y Movimiento Manuela Ramos. Estas instituciones proporcionaron apoyo y capacitaciones en temas como derechos laborales, género, medio ambiente y derechos sexuales y reproductivos.
En 2007, la organización inició un diálogo con diversas organizaciones y aliados, basándose en las relaciones previas de Lourdes Huanca con las bases de la CCP. Esto les permitió desarrollar su primer plan estratégico ese mismo año.
En marzo de 2009, en Lima, tras realizar un trabajo de base en diversas regiones para unir a más mujeres, la FEMUCARINAP llevó a cabo su congreso fundacional. En ese momento, ya contaban con presencia en diecinueve regiones del país y oficializan el 8 de marzo como la fecha de su fundación.
En 2011, la FENMUCARINAP se unió a la CLOC-Vía Campesina, consolidando su presencia internacional.En 2012, la FENMUCARINAP respaldó a los guardianes de las lagunas en Cajamarca contra el proyecto minero Conga. Participaron en la Conferencia de Desarrollo Sostenible Río + 20 en Brasil. En septiembre, realizaron el Foro de la Juventud, marcando el inicio del Encuentro Nacional de la Juventud. Este evento, con participación de jóvenes de varias regiones y apoyo de líderes de la CNA y representantes de CONACAMI, fue esencial para compartir luchas en defensa de la Pachamama a nivel nacional e internacional.En 2013, la FENMUCARINAP logró la aprobación de la Ley de seguridad alimentaria y nutricional, Ley n.° 31315, junto a la Alianza de Organizaciones Agrarias.
En 2014, la FENMUCARINAP aborda la relación de las mujeres campesinas con el cambio climático en el Primer Encuentro Nacional de Mujeres por la Justicia Climática en Defensa de la Madre Tierra. Se presentan impactos como la roya del café y plagas en la agricultura. Destacan problemas con el agua y la falta de respeto al Convenio 169 de la OIT. Se elabora una agenda de propuestas para influir en la agenda política del Estado. Las Juventudes de FENMUCARINAP y ONAMIAP también inician esfuerzos sobre género y cambio climático. A nivel nacional, se participa en un diálogo con el Programa de las Naciones Unidas para el Desarrollo (PNUD) y otras organizaciones sobre las políticas públicas con el Estado y el Viceministerio de Cultura para formular una agenda estratégica y hoja de ruta, enfatizando la importancia del componente de género, con lideresas.En 2015, la FENMUCARINAP destaca dos logros clave: la reglamentación de la Ley Forestal y Fauna Silvestre con enfoque de género y la presentación exitosa de propuestas al Gobierno, fortaleciendo la organización. Estos éxitos reflejan la rápida consolidación de la FENMUCARINAP, su compromiso con los derechos de las mujeres y la soberanía alimentaria, así como su integración con organizaciones nacionales e internacionales, fortaleciendo su visibilidad y unidad en la sociedad peruana y latinoamericana.
En la actualidad, la FENMUCARINAP ha evolucionado hasta convertirse en una sólida coalición. Miles de mujeres se han unido y organizado en diversas formas, como asociaciones, federaciones, sociedades productivas, sindicatos, cooperativas, comités, entre otros. Este crecimiento refleja la diversidad y la fuerza de la coalición, que ha logrado consolidarse como una entidad que aglutina y representa a mujeres comprometidas con diversas causas y luchas en todo el país.

## Áreas de trabajo
Las actividades de la FENMUCARINAP abarcan diversas áreas, adaptándose a las necesidades locales específicas. En el norte de Perú, se enfoca en la agricultura y en la atención de la salud de comunidades afectadas por inundaciones. En el sur del país, su labor se concentra en abordar el cambio climático y salvaguardar a las mujeres que enfrentan entornos domésticos abusivos, así como proteger a los jóvenes vulnerables a la trata, una problemática derivada de la minería ilegal presente en la región.
Cabe destacar que la FENMUCARINAP no solo actúa a nivel local, sino que también ha participado activamente en eventos internacionales, como la Marcha Mundial de las Mujeres. Además, es miembro destacado de la Coordinadora Latinoamericana de Organizaciones del Campo (CLOC) dentro de La Vía Campesina (VLC), consolidando así su compromiso a nivel regional y global en la promoción de los derechos y el bienestar de las mujeres campesinas.

## Organización
El Consejo Directivo está compuesto por una presidenta, una vicepresidenta y catorce secretarías.Su presidenta es la activista indígena Lourdes Huanca Atencio.